# Emil M. Herman
Emil M. Herman (1879–1928) foi um socialista germano-americano e ativista anti-guerra. Candidato três vezes ao Congresso na chapa do Partido Socialista da América, Herman é mais lembrado por sua prisão pela administração Wilson devido à sua atividade política no Partido Socialista da América abertamente anti-guerra durante a Primeira Guerra Mundial.